# Десант в порт Торо
Десант в порт Торо 15—18 августа 1945 года — тактический морской десант, высаженный кораблями советской Северной Тихоокеанской флотилии флотилии в ходе Южно-Сахалинской операции Советско-японской войны.

## План операции
Одним из театров военных действий советско-японской войны была южная часть острова Сахалин, с 1905 года принадлежавшая Японии под наименованием «Префектура Карафуто». Части 56-го стрелкового корпуса 16-й армии (командующий генерал-лейтенант Л. Г. Черемисов) 2-го Дальневосточного фронта (командующий генерал армии М. А. Пуркаев) с 11 августа 1945 года начали Южно-Сахалинскую наступательную операцию. Однако в Котонском укрепленном районе на линии государственной границы японские войска (88-я пехотная дивизия, командир генерал-лейтенант Тоитиро Минэки) из состава 5-го фронта под командованием генерал-лейтенанта Киитиро Хигути оказывали упорное сопротивление.
С целью ускорить занятие южной части Сахалина и предотвращения эвакуации японских войск с острова в Японию, 14 августа 1945 года Главнокомандующий советскими войсками на Дальнем Востоке Маршал Советского Союза А. М. Василевский приказал командующему Тихоокеанским флотом адмиралу И. С. Юмашеву силами Северной Тихоокеанской флотилии высадить серию десантов в порты на западном побережье Сахалина, в глубоком тылу обороняющихся японских войск.
Высадка первого десанта была намечена в ближайший к району боёв порт Торо (ныне Шахтёрск). Не имея информации об обстановке в Торо, командующий флотилией решил сначала высадить в порт разведывательную группу, а затем основные силы десанта (365-й батальон морской пехоты, батальон 113-й стрелковой бригады). Для высадки десанта были выделены сторожевой корабль «Зарница», минный заградитель, транспорт «Петропавловск», 2 катера «большой охотник», 4 катера «малый охотник», 4 тральщика, 21 торпедный катер. Все корабли были сведены в четыре отряда. Командиром высадки был назначен начальник отдела подводного плавания штаба СТОФ капитан 1 ранга И. С. Леонов, командиром десанта — подполковник К. П. Тавхутдинов, руководителем операции — командующий флотилией вице-адмирал В. А. Андреев.
Накануне в районе Торо с подводной лодки Щ-118 была высажена разведывательная группа.

## Высадка десанта 16 августа
В рамках подготовки операции авиация флотилии (80 самолётов) совершила ряд бомбовых ударов по порту Торо и выполнила значительное количество вылетов на разведку порта и подходов к нему. Погрузка десанта производилось в главной базе флотилии — в Советской Гавани. В ночь на 16 августа порт бомбили 7 гидросамолётов МБР-2.
Первый отряд кораблей (1 сторожевой корабль, 4 пограничных катера из состава 62-го морского пограничного отряда) с батальоном морской пехоты на борту (140 человек) вышел в море в 21:30 15 августа и в 05:00 утра 16 августа незамеченным подошёл к Торо, внезапно для японцев прорвался в порт и высадил на мол и песчаную отмель десантников. Застигнутый врасплох противник оказал очень слабое сопротивление: как оказалось, в порту и городе размещалась только рота резервистов (около 100 человек) и формирование местного ополчения (менее 100 человек, половина которого не имела огнестрельного оружия). Уже к 6 часам утра порт был занят.
С 9 часов с 16 торпедных катеров в порту Торо высаживался второй эшелон десанта — основные силы батальона морской пехоты (334 человека). К 10 часам утра бои по овладению поселком Торо были завершены, потери японцев составили 84 убитых и 29 пленных.
К 19:00 была окончена высадка третьего эшелона десанта — части 113-й стрелковой бригады (900 человек). Части десанта расширяли занятый плацдарм и в течение дня овладели несколькими поселками вокруг Торо. По мере подтягивания к Торо японских частей, сопротивление противника стало возрастать. Авиация флота совершила в поддержку десанта 51 боевой вылет, при этом зенитным огнём был сбит один истребитель Як-9.

## Боевые действия 17 августа
Днём 17 августа в порт Торо прибыл транспорт «Петропавловск» в сопровождении двух катеров «большой охотник» и одного катера-тральщика. Они доставили последний батальон 113-й стрелковой бригады, артиллерию и тыловые части 365-го батальона морской пехоты.
Десантники при поддержке авиации приступили к наступлению на юг, в направлении города и порта Эсутору (ныне Углегорск). В 9-30 утра отряд из трёх катеров флотилии ворвался в порт Эсутору и высадил там небольшой десант (90 человек), который стремительно занял территорию порта. Вскоре атаковавшие с севера части ворвались в поселок и освободили его. При высадке и поддержке советских войск в бою за Эсутору два торпедных катера получили повреждения при ударах об подводные камни из-за незнания командирами навигационной обстановки, уведены в Советскую Гавань на буксире.
Однако следующий городок Яма-Сигай (у японцев он административно относился к Эсутору, тогда советское командование считало его отдельным городом, ныне район Углегорска) японцы обороняли упорно. Им силами до двух рот удалось задержать первый натиск сил десанта на заранее укреплённых высотах вокруг города. Чтобы не дать противнику возможности остановить наступление, командир десанта принял решение о ночном штурме города силами батальона морской пехоты и стрелкового батальона. Ожесточенный бой продолжался почти всю ночь. При поддержке артиллерийского огня кораблей с моря советские части к 9-30 18 августа очистили город от противника, остатки гарнизона беспорядочно отступили в сопки. Японцы потеряли в этом бою 136 человек убитыми и ранеными.

## События 18 августа
В течение 18 августа части десанта обороняли сильно расширившийся плацдарм. Авиация флота совершила в их поддержку 37 боевых вылетов, при этом один удар в Яма-Сигай пришёлся на позиции советских войск, погиб один офицер. Дальнейшее наступление десанта было решено не развивать в связи с нецелесообразностью (большие расстояния, отсутствие крупных сил противника и важных целей), а ограничиться высадкой новых десантов в порты Южного Сахалина (десант в порт Маока).
В ходе десантной операции и в поддержку наступления высаженных войск за трое суток советская авиация совершила 174 боевых вылета, из них бомбардировщиками МБР-2 — 15 вылетов, штурмовиками Ил-2 — 35, истребителями 116, разведчиками Пе-2 — 8. По докладам экипажей уничтожены баржа (по японским данным — землечерпалка), 66 автомашин, 16 огневых точек, 2 полевых орудия, склад с боеприпасами и свыше 100 солдат и офицеров противника. Кроме того, оказалось разрушенными значительное число гражданских и промышленных объектов, жилых домов. Есть свидетельства об авиаударах по колоннам беженцев (возможно, лётчики приняли их за колонны отступавших войск).

## Итог десанта
Таким образом в течение двух суток силы флотилии заняли на западном побережье Южного Сахалина важный плацдарм, перерезавший японские коммуникации вдоль этого побережья. Для основной группировки японских войск на острове, которая вела тяжелый бой с наступавшими советскими войсками в районе границы, создалась угроза полного окружения. Это повлияло на решение японского командования отказаться от дальнейшей обороны Котонского укрепрайона: 18 августа командующий японскими войсками в укрепрайоне начал переговоры о капитуляции, а 19 августа сдался в плен. В свою очередь, советское командование использовало этот плацдарм для развития успеха и быстрой высадки новых десантов в южных крупных японских портах Маока и Отомари.
Потери десанта за трое суток боя составили 12 человек погибшими, имелись раненые.